# .fj
|мини|.fj]]
.fj је највиши Интернет домен државних кодова (ccTLD) за Фиџи. Администрира га Универзитет јужног Пацифика.